# Linha do Tua
Koordinaten: 41° 12′ 14,2″ N, 7° 25′ 15,3″ W
| |                     |                                      |                                      |
| Streckenlänge: | 134 km              |                                      |                                      |
| Spurweite: | 1000 mm (Meterspur) |                                      |                                      |
| |                     |                                      |                                      |
| \| \| \| Strecke von Pocinho \| \| \| \| 0,0 \| Tua \| Tua \| \| \| \| Strecke nach Ermesinde \| \| \| \| 1,4 \| Viaduto das Presas \| Viaduto das Presas \| \| \| 1,5 \| Túnel das Presas \| Túnel das Presas \| \| \| 4,3 \| Tralhariz \| Tralhariz \| \| \| 4,4 \| Túnel de Tralhariz \| Túnel de Tralhariz \| \| \| 5,5 \| Túnel das Fragas Más I \| Túnel das Fragas Más I \| \| \| 5,6 \| Viaduto das Fragas Más \| Viaduto das Fragas Más \| \| \| 5,7 \| Túnel das Fragas Más II \| Túnel das Fragas Más II \| \| \| 7,6 \| Castanheiro \| Castanheiro \| \| \| 9,2 \| Túnel da Falcoeira \| Túnel da Falcoeira \| \| \| 11,3 \| Ponte de Paradela \| Ponte de Paradela \| \| \| 13,4 \| Santa Luzia \| Santa Luzia \| \| \| 15,6 \| São Lourenço \| São Lourenço \| \| \| 17,8 \| Tralhão \| Tralhão \| \| \| 21,2 \| Brunheda \| Brunheda \| \| \| 25,1 \| Codeçais \| Codeçais \| \| \| 26,6 \| Ponte da Cabreira \| Ponte da Cabreira \| \| \| 29,2 \| Ponte do Vieiro \| Ponte do Vieiro \| \| \| 29,3 \| Abreiro \| Abreiro \| \| \| 33,9 \| Ribeirinha \| Ribeirinha \| \| \| 37,8 \| Vilarinho \| Vilarinho \| \| \| 41,8 \| Ponte \| Ponte \| \| \| 41,9 \| Cachão \| Cachão \| \| \| 45,0 \| Frechas \| Frechas \| \| \| 45,8 \| Ponte da Carvalha \| Ponte da Carvalha \| \| \| 46,2 \| Túnel de Frechas \| Túnel de Frechas \| \| \| 48,5 \| Latadas \| Latadas \| \| \| 54,1 \| Mirandela \| Mirandela \| \| \| \| Mirandela-Piaget \| \| \| \| \| Tarana \| \| \| \| \| Túnel de Mirandela \| \| \| \| \| Viaduto de Mirandela \| \| \| \| \| Jacques Delors \| \| \| \| 55,2 \| São Sebastião \| São Sebastião \| \| \| \| Pontão de Mirandela \| \| \| \| \| Jean Monet \| \| \| \| 58,2 \| Carvalhais \| Carvalhais \| \| \| \| Ponte de Carvalhais \| \| \| \| 61,1 \| Vilar da Ledra \| Vilar da Ledra \| \| \| 65,3 \| Avantos \| Avantos \| \| \| \| Ponte da Assureira \| \| \| \| 67,2 \| Romeu \| Romeu \| \| \| 74,1 \| Cortiços \| Cortiços \| \| \| \| Ponte de Carrasqueiros \| \| \| \| \| Ponte de Grijó \| \| \| \| 78,9 \| Grijó \| Grijó \| \| \| 82,8 \| Macedo de Cavaleiros \| Macedo de Cavaleiros \| \| \| 85,3 \| Castelãos \| Castelãos \| \| \| 89,3 \| Azibo \| Azibo \| \| \| \| Ponte do Azibo \| \| \| \| 91,8 \| Salselas \| Salselas \| \| \| 94,6 \| Valdrez \| Valdrez \| \| \| 96,9 \| Sendas \| Sendas \| \| \| 99,3 \| Vila Franca \| Vila Franca \| \| \| 100,8 \| Chãos \| Chãos \| \| \| 101,8 \| Fermentãos \| Fermentãos \| \| \| 104,6 \| Salsas \| Salsas \| \| \| \| Nationalstr. IP4 \| \| \| \| \| Scheitelpunkt \| 850 m \| \| \| 110,3 \| Rossas \| Rossas \| \| \| \| Túnel de Arufe \| \| \| \| \| Túnel de Sortes \| \| \| \| 117,1 \| Sortes \| Sortes \| \| \| \| Túnel de Remisquedo \| \| \| \| 119,8 \| Remisquedo \| Remisquedo \| \| \| \| Ponte de Remisquedo \| \| \| \| 122,1 \| Rebordãos \| Rebordãos \| \| \| \| Ponte de Rebordãos \| \| \| \| 125,6 \| Mosca \| Mosca \| \| \| \| Nationalstr. IP4 \| \| \| \| \| \| \| \| \| \| Ponte da Coxa I \| \| \| \| \| links alte Strecke bis 1960 \| \| \| \| \| Viaduto da Coxa \| \| \| \| \| Brücke über den Bahnhof von Bragança \| \| \| \| \| links alte Strecke bis 1960 \| \| \| \| 133,8 \| Bragança \| Bragança \| |                     |                                      |                                      |
| Strecke |                     | Strecke von Pocinho                  | Strecke von Pocinho                  |
| Bahnhof | 0,0                 | Tua                                  | Tua                                  |
| Abzweig ehemals geradeaus und nach links |                     | Strecke nach Ermesinde               | Strecke nach Ermesinde               |
| Brücke (Strecke außer Betrieb) | 1,4                 | Viaduto das Presas                   | Viaduto das Presas                   |
| Tunnel (Strecke außer Betrieb) | 1,5                 | Túnel das Presas                     | Túnel das Presas                     |
| Haltepunkt / Haltestelle (Strecke außer Betrieb) | 4,3                 | Tralhariz                            | Tralhariz                            |
| Tunnel (Strecke außer Betrieb) | 4,4                 | Túnel de Tralhariz                   | Túnel de Tralhariz                   |
| Tunnel (Strecke außer Betrieb) | 5,5                 | Túnel das Fragas Más I               | Túnel das Fragas Más I               |
| Brücke (Strecke außer Betrieb) | 5,6                 | Viaduto das Fragas Más               | Viaduto das Fragas Más               |
| Tunnel (Strecke außer Betrieb) | 5,7                 | Túnel das Fragas Más II              | Túnel das Fragas Más II              |
| Haltepunkt / Haltestelle (Strecke außer Betrieb) | 7,6                 | Castanheiro                          | Castanheiro                          |
| Tunnel (Strecke außer Betrieb) | 9,2                 | Túnel da Falcoeira                   | Túnel da Falcoeira                   |
| Brücke über Wasserlauf (Strecke außer Betrieb) | 11,3                | Ponte de Paradela                    | Ponte de Paradela                    |
| Bahnhof (Strecke außer Betrieb) | 13,4                | Santa Luzia                          | Santa Luzia                          |
| Haltepunkt / Haltestelle (Strecke außer Betrieb) | 15,6                | São Lourenço                         | São Lourenço                         |
| Haltepunkt / Haltestelle (Strecke außer Betrieb) | 17,8                | Tralhão                              | Tralhão                              |
| Kopfbahnhof Strecke bis hier außer Betrieb | 21,2                | Brunheda                             | Brunheda                             |
| Haltepunkt / Haltestelle | 25,1                | Codeçais                             | Codeçais                             |
| Brücke über Wasserlauf | 26,6                | Ponte da Cabreira                    | Ponte da Cabreira                    |
| Brücke über Wasserlauf | 29,2                | Ponte do Vieiro                      | Ponte do Vieiro                      |
| Bahnhof | 29,3                | Abreiro                              | Abreiro                              |
| Haltepunkt / Haltestelle | 33,9                | Ribeirinha                           | Ribeirinha                           |
| Bahnhof | 37,8                | Vilarinho                            | Vilarinho                            |
| Brücke über Wasserlauf | 41,8                | Ponte                                | Ponte                                |
| Bahnhof | 41,9                | Cachão                               | Cachão                               |
| Haltepunkt / Haltestelle | 45,0                | Frechas                              | Frechas                              |
| Brücke über Wasserlauf | 45,8                | Ponte da Carvalha                    | Ponte da Carvalha                    |
| Tunnel | 46,2                | Túnel de Frechas                     | Túnel de Frechas                     |
| Haltepunkt / Haltestelle | 48,5                | Latadas                              | Latadas                              |
| ehemaliger Bahnhof | 54,1                | Mirandela                            | Mirandela                            |
| Bahnhof |                     | Mirandela-Piaget                     | Mirandela-Piaget                     |
| Haltepunkt / Haltestelle |                     | Tarana                               | Tarana                               |
| Tunnel |                     | Túnel de Mirandela                   | Túnel de Mirandela                   |
| Brücke |                     | Viaduto de Mirandela                 | Viaduto de Mirandela                 |
| Haltepunkt / Haltestelle |                     | Jacques Delors                       | Jacques Delors                       |
| Haltepunkt / Haltestelle | 55,2                | São Sebastião                        | São Sebastião                        |
| Brücke über Wasserlauf |                     | Pontão de Mirandela                  | Pontão de Mirandela                  |
| Bahnhof |                     | Jean Monet                           | Jean Monet                           |
| Kopfbahnhof Strecke ab hier außer Betrieb | 58,2                | Carvalhais                           | Carvalhais                           |
| Brücke über Wasserlauf (Strecke außer Betrieb) |                     | Ponte de Carvalhais                  | Ponte de Carvalhais                  |
| Haltepunkt / Haltestelle (Strecke außer Betrieb) | 61,1                | Vilar da Ledra                       | Vilar da Ledra                       |
| Haltepunkt / Haltestelle (Strecke außer Betrieb) | 65,3                | Avantos                              | Avantos                              |
| Brücke über Wasserlauf (Strecke außer Betrieb) |                     | Ponte da Assureira                   | Ponte da Assureira                   |
| Bahnhof (Strecke außer Betrieb) | 67,2                | Romeu                                | Romeu                                |
| Bahnhof (Strecke außer Betrieb) | 74,1                | Cortiços                             | Cortiços                             |
| Brücke über Wasserlauf (Strecke außer Betrieb) |                     | Ponte de Carrasqueiros               | Ponte de Carrasqueiros               |
| Brücke über Wasserlauf (Strecke außer Betrieb) |                     | Ponte de Grijó                       | Ponte de Grijó                       |
| Bahnhof (Strecke außer Betrieb) | 78,9                | Grijó                                | Grijó                                |
| Bahnhof (Strecke außer Betrieb) | 82,8                | Macedo de Cavaleiros                 | Macedo de Cavaleiros                 |
| Haltepunkt / Haltestelle (Strecke außer Betrieb) | 85,3                | Castelãos                            | Castelãos                            |
| Bahnhof (Strecke außer Betrieb) | 89,3                | Azibo                                | Azibo                                |
| Brücke über Wasserlauf (Strecke außer Betrieb) |                     | Ponte do Azibo                       | Ponte do Azibo                       |
| Haltepunkt / Haltestelle (Strecke außer Betrieb) | 91,8                | Salselas                             | Salselas                             |
| Haltepunkt / Haltestelle (Strecke außer Betrieb) | 94,6                | Valdrez                              | Valdrez                              |
| Bahnhof (Strecke außer Betrieb) | 96,9                | Sendas                               | Sendas                               |
| Haltepunkt / Haltestelle (Strecke außer Betrieb) | 99,3                | Vila Franca                          | Vila Franca                          |
| Haltepunkt / Haltestelle (Strecke außer Betrieb) | 100,8               | Chãos                                | Chãos                                |
| Haltepunkt / Haltestelle (Strecke außer Betrieb) | 101,8               | Fermentãos                           | Fermentãos                           |
| Bahnhof (Strecke außer Betrieb) | 104,6               | Salsas                               | Salsas                               |
| Brücke (Strecke außer Betrieb) |                     | Nationalstr. IP4                     | Nationalstr. IP4                     |
| Kulminations-/Scheitelpunkt (Strecke außer Betrieb) |                     | Scheitelpunkt                        | 850 m                                |
| Bahnhof (Strecke außer Betrieb) | 110,3               | Rossas                               | Rossas                               |
| Tunnel (Strecke außer Betrieb) |                     | Túnel de Arufe                       | Túnel de Arufe                       |
| Tunnel (Strecke außer Betrieb) |                     | Túnel de Sortes                      | Túnel de Sortes                      |
| Bahnhof (Strecke außer Betrieb) | 117,1               | Sortes                               | Sortes                               |
| Tunnel (Strecke außer Betrieb) |                     | Túnel de Remisquedo                  | Túnel de Remisquedo                  |
| Haltepunkt / Haltestelle (Strecke außer Betrieb) | 119,8               | Remisquedo                           | Remisquedo                           |
| Brücke über Wasserlauf (Strecke außer Betrieb) |                     | Ponte de Remisquedo                  | Ponte de Remisquedo                  |
| Haltepunkt / Haltestelle (Strecke außer Betrieb) | 122,1               | Rebordãos                            | Rebordãos                            |
| Brücke über Wasserlauf (Strecke außer Betrieb) |                     | Ponte de Rebordãos                   | Ponte de Rebordãos                   |
| Bahnhof (Strecke außer Betrieb) | 125,6               | Mosca                                | Mosca                                |
| Brücke (Strecke außer Betrieb) |                     | Nationalstr. IP4                     | Nationalstr. IP4                     |
| Strecke mit Straßenbrücke (Strecke außer Betrieb) |                     |                                      |                                      |
| Brücke über Wasserlauf (Strecke außer Betrieb) |                     | Ponte da Coxa I                      | Ponte da Coxa I                      |
| Verschwenkung von links (Strecke außer Betrieb) · Verschwenkung von rechts (Strecke außer Betrieb) |                     | links alte Strecke bis 1960          | links alte Strecke bis 1960          |
| Strecke (außer Betrieb) · Brücke (Strecke außer Betrieb) |                     | Viaduto da Coxa                      | Viaduto da Coxa                      |
| Strecke (außer Betrieb) · Brücke (Strecke außer Betrieb) |                     | Brücke über den Bahnhof von Bragança | Brücke über den Bahnhof von Bragança |
| Verschwenkung nach links (Strecke außer Betrieb) · Verschwenkung nach rechts (Strecke außer Betrieb) |                     | links alte Strecke bis 1960          | links alte Strecke bis 1960          |
| Kopfbahnhof Streckenende (Strecke außer Betrieb) | 133,8               | Bragança                             | Bragança                             |

Die Linha do Tua, zu deutsch Eisenbahnstrecke des Tua, ist eine meterspurige Nebenbahn im Norden Portugals, die entlang des Flusses Tua verläuft. Während sie ursprünglich die Städte Tua und Bragança miteinander verband, führt sie heute durch verschiedene Stilllegungen nur noch von Brunheda bis Carvalhais.
Durch diverse Unfälle geriet die Eisenbahnstrecke besonders in den Jahren 2007 und 2008 ins Blickfeld der portugiesischen Medien.
Zukünftig soll die verbliebene Strecke mehreren Staudämmen weichen, was jedoch vorerst durch Bürgerproteste, die vom Regisseur Jorge Pelicano in einer vielbeachteten Dokumentation thematisiert wurden, verhindert wird.
Die Strecke wurde bis zum 14. Dezember 2018 vom einzigen portugiesischen Kommunaleisenbahnbetrieb Metropolitano Ligeiro de Mirandela betrieben.

## Geschichte

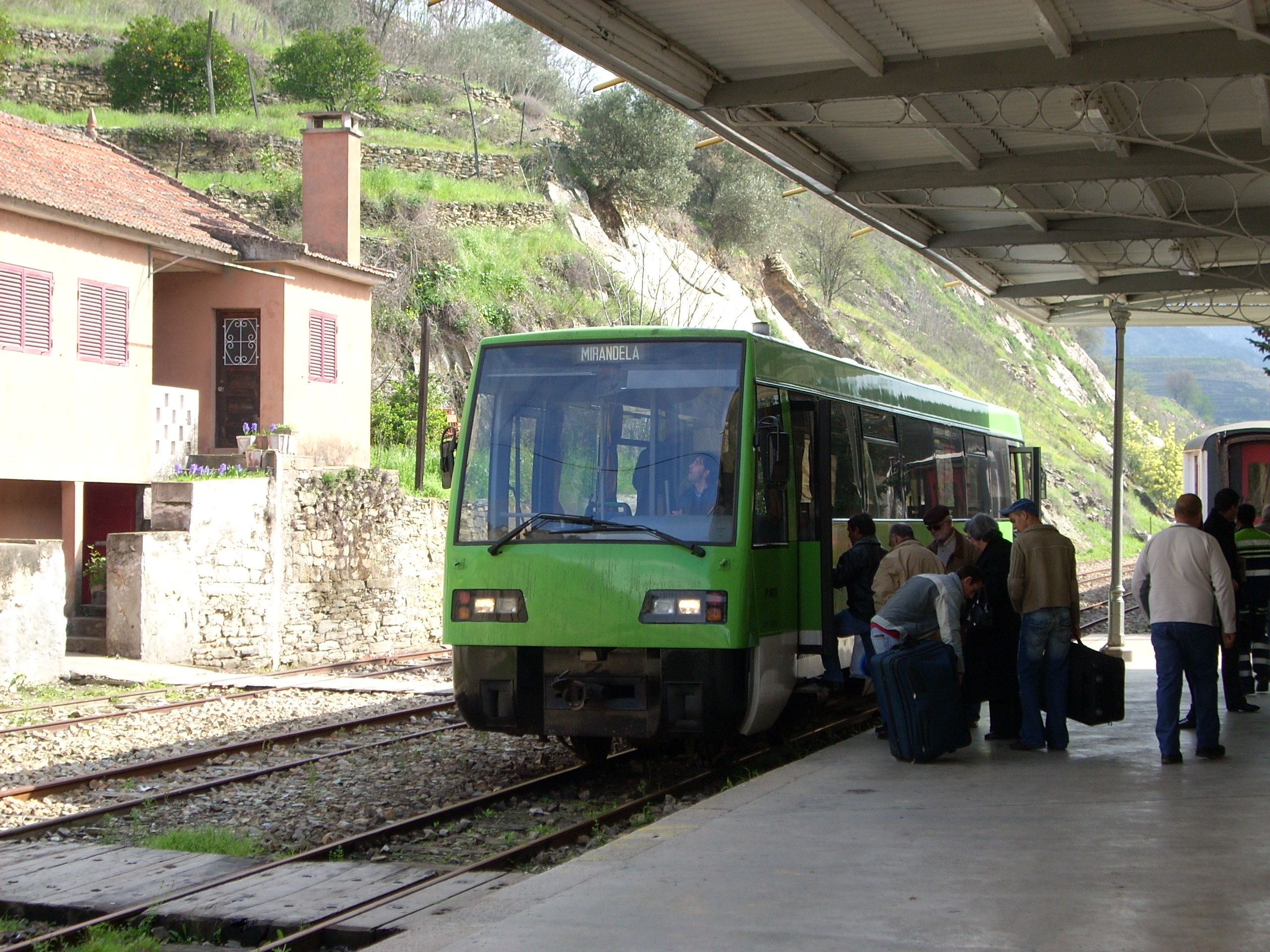
Zug der Metropolitano Ligeiro de Mirandela im Bahnhof Tua

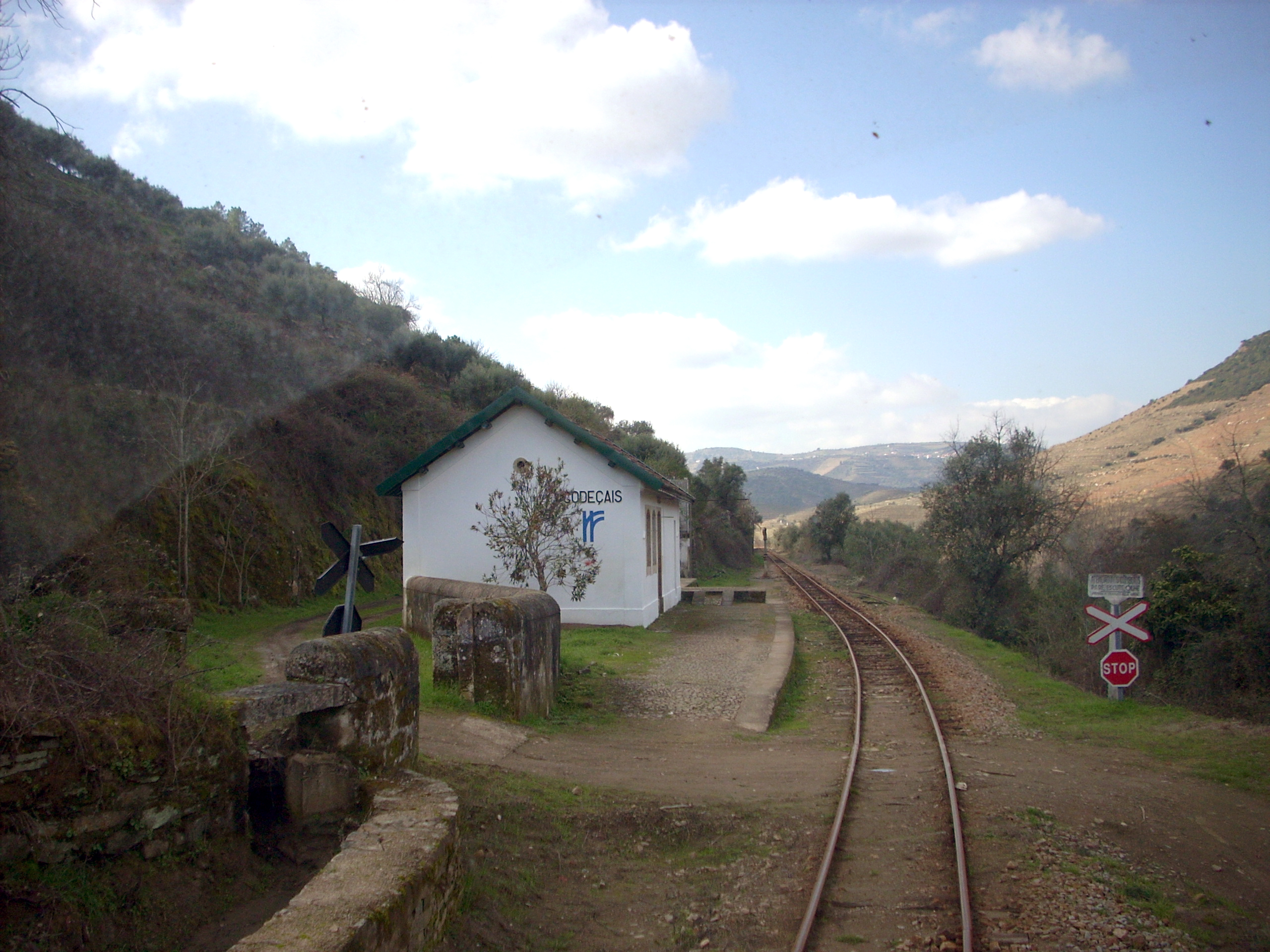
Strecke der Linha do Tua am Bahnhof Codeçais

### Bau
Die Geschichte der Linha do Tua reicht bis ins Jahr 1878 zurück, in dem zwei verschiedene Entwürfe für den Bau einer Strecke im Tua-Tal miteinander konkurrierten. Während die Ingenieure João Dias, Bernabé Roxo und Sousa Brandão für eine Strecke auf dem rechten Ufer plädierten, vertrat Ingenieur António Pinheiro einen Entwurf auf der linken Uferseite des Tua. Ursprünglich war eine sehr lange Strecke vom Douro bis hinaus ins spanische Zamora angedacht, was jedoch wegen der unwegsamen Landschaft bald aufgegeben wurde. Letztendlich gewann Pinheiro mit seinem Entwurf den Wettbewerb für die neue Strecke.
Am 11. Januar 1883, zur selben Zeit, in der die von West nach Ost verlaufende Strecke Linha do Douro die Stadt Tua erreichte, bat die Stadt Mirandela König Luís I., die neue Strecke zu genehmigen. Das Vorhaben konnte mit der Unterstützung der Handelskammer von Porto rechnen, die vor allem die Transportwege im Dourotal ausbauen wollte.  Am 26. April 1883 unterzeichnete der König das Gesetz zur Ausschreibung des Wettbewerbs zum Bau der Linha do Tua, den die Companhia Nacional de Caminhos-de-Ferro (CN) im Dezember 1883 gewann. Die CN hatte auch die Strecke Linha do Dão (zwischen Santa Comba Dão und Viseu) gebaut. Ein Jahr später, am 16. Oktober 1884, begannen die Bauarbeiten für die Linha do Tua in der Nähe der Stadt Mirandela.
Die ersten Kilometer der Strecke waren von dort relativ leicht zu erbauen, da das Tal genug Platz für die Gleise bot. Die CN musste lediglich einen Tunnel (Túnel de Frechas) graben und eine kleine Brücke (Ponte de Cachão) errichten. Erst ab Abreiro verkomplizierten sich das Bauvorhaben. Der Ingenieur Dinis da Mota, der für die CN arbeitete, hinterließ mit seinen zahlreichen Kunstbauten einen Blickfang in der zerklüfteten Landschaft des Tua-Tals sowie hinter der Stadt Brunheda.
Durch den Bau von zwei Viadukten (Presas und Fragras Más), einer Brücke (Paradela) und fünf Tunnelanlagen (Presas, Tralhariz, Fragas Más I und II sowie Falcoeira) wurden die letzten zehn Kilometer zu den aufwendigsten der gesamten Strecke.

### Betrieb
Am 27. September 1887 wurde die Linha do Tua zwischen Tua und Mirandela (km 54,1) eingeweiht. Der erste Zug, gezogen von einer Lokomotive E81 und getauft auf den Namen Trás-os-Montes, wurde durch den Ingenieur Dinis da Mota selbst gefahren. In Mirandela, der größten Schmalspurstation des ganzen Landes, erwarteten andere portugiesische Persönlichkeiten den Zug. Unter ihnen auch König Luís I. Zwei Tage nach der Jungfernfahrt begann der planmäßige Betrieb durch die Companhia Nacional de Caminhos-de-Ferro. In weiteren Schritten erfolgte abschnittsweise die Eröffnung bis nach Bragança (km 133,8), welche am 31. Dezember 1906 angeschlossen wurde.
Nachdem die CP am 15. Dezember 1991 den Abschnitt von Mirandela bis Braganca stillgelegt hatte, der Verkehr 1992 erheblich eingeschränkt wurde und eine Stilllegung der gesamten Strecke bevorstand, übernahm die Metropolitano Ligeiro de Mirandela 1995 zunächst einen Teil des Betriebs und 2001 dann den Ganzen. Am 28. Juli 1995 nahm die Metropolitano Ligeiro de Mirandela, ein kommunales Unternehmen der Stadt Mirandela, den Betrieb auf dem Abschnitt zwischen Mirandela und Carvalhais (km 58,2) wieder auf.
Nach mehreren Wechseln in der Zuständigkeit war zuletzt die „Metro de Mirandela“ als Eisenbahnverkehrsunternehmen für die gesamte Betriebsführung von Tua bis Carvalhais und im Abschnitt zwischen Tua und Mirandela, im Auftrag der CP, zuständig. Der Streckenunterhalt zwischen Tua und Mirandela lag dagegen beim portugiesischen Infrastrukturbetreiber REFER und zwischen Mirandela und Carvalhais bei der „Metro de Mirandela“. Die Initiative Movimento Civico pela Linha do Tua, die die Unterstützung der Stadt Mirandela genießt, setzt sich seit dem Oktober 2006 für den Erhalt der Strecke ein und fordert den erneuten Einsatz der früher lokbespannten Züge. Deren Reisezugwagen sind zum Teil im Bahnhof Tua abgestellt. Die zugehörigen Schmalspurlokomotiven der Baureihe 9020 von Alstom sind inzwischen ins Ausland verkauft worden.
Nach zwei schweren Unfällen hat die CP seit dem 26. August 2008 auf der „Linha do Tua“ einen Schienenersatzverkehr mit Taxis einrichten lassen. So findet bis 2018 nur Personenverkehr auf der Teilstrecke zwischen Carvalhais, Mirandela und Cachão (Verkehr im Auftrag der CP) statt. Im Herbst 2018 verkehrten hier täglich vier Zugpaare.
Im Norden enden die Gleise heute in Carvalhais, da die Gleise bis zum früheren Endpunkt in Braganca abgebaut wurden. Auch im südlichen Abschnitt wurden die Gleise zwischen Tua und Brunheda entfernt. Das Tal, durch welches früher die Strecke führte, ist heute weitestgehend vom Stausee des Damms am Foz do Tua bedeckt, der 2016 fertiggestellt wurde.
Ein Tourismuskonzept sieht vor, die Strecke zwischen Mirandela und Brunheda bis 2019 zu sanieren und ab Mirandela mit dampflokbespannten Touristikzügen zu befahren. In Mirandela und Brunheda wurden dafür eigens Drehscheiben zum Wenden der Dampflokomotiven neu errichtet. Zwischen Brunheda und der Staumauer soll der Transport mit Booten auf dem neuen Stausee erfolgen. Das letzte Stück von der Staumauer bis zum Bahnhof Tua an der Douro-Linie soll mit Autobussen überbrückt werden.
Die Metropolitano Ligeiro de Mirandela ist damit zur Inselstrecke ohne Anschluss an das übrige Bahnnetz geworden und ist heute der letzte existierende Rest der einst vier, vom Douro ausgehenden Schmalspurbahnen. Der Streckenabschnitt verfügt über einen eigenen Fahrplan, der weder in den Fahrplanbüchern der Staatsbahn, noch im elektronischen Informationssystem erwähnt wird.

## Unfälle
In ihrer Geschichte vor Februar 2007 war die Linha do Tua nie durch größere Unfälle negativ aufgefallen, bis in eben diesem Jahr, verursacht durch einen Oberbauschaden bei Gleiskilometer sechs, ein Triebwagen 60 Meter tief in die Schlucht des Tua stürzte. Drei Todesopfer waren zu beklagen.
Es folgten ein Unfall mit einer Draisine und eine Entgleisung ohne größere Schäden, bevor am 22. August 2008 erneut ein Triebwagen entgleiste, was einen Toten und zahlreiche Verletzte zur Folge hatte.
Nach dem ersten Unfall wurde die Strecke für längerer Zeit instand gesetzt, bevor der Betrieb wieder aufgenommen wurde. Die vom zweiten schweren Unfall betroffene Strecke zwischen Tua und Cachao (km 41,9) blieb im Anschluss gesperrt. Der Abschlussbericht zu Letzterem, stellte als Unfallursache sowohl die Überschreitung von Grenzwerte bei Höhendifferenzen zwischen Schienen, als auch eine unter Last gefährlich unausgeglichene Federung der Fahrzeuge (LRV2000-Schmalspurtriebwagen) fest. Den Fahrzeugen wurde daraufhin die Betriebssicherheit abgesprochen.

## Fahrzeuge
Von 1980 bis 1994 wurden auf der Strecke zehn Dieseltriebwagen der Baureihe 802 eingesetzt, die im früheren Jugoslawien auf dem dalmatinisch-montenegrischen 760mm Schmalspurnetz betrieben wurden, bevor dieses stillgelegt und die Wagenzüge verkauft wurden. Die Fahrzeuge wurden für den Betrieb in Portugal auf 1000 mm umgespurt.
Nach 1994 wurden drei der Triebwagen an die Staatsbahn von Mosambik weiterverkauft und drei weitere nach Peru, wo sie seit Oktober 2009 für das Eisenbahnverkehrsunternehmen Inka Rail in Aguas Calientes im Einsatz sind.